# Invertsuiker
Invertsuiker is een mengsel van gelijke hoeveelheden (in gewichten en aantallen moleculen) glucose (druivensuiker) en fructose (vruchtensuiker). Het wordt uit gewone suiker (sacharose) gemaakt door het opgelost in water te verhitten tot 120 °C, al dan niet met toevoeging van wat zuur of een enzym als katalysator. De naam verwijst naar de omkering (inversie) van de optische rotatie van de suiker van positief naar negatief, oftewel van rechtsdraaiend naar linksdraaiend.

## Productie
De oorspronkelijk sacharose is een disacharide, waarvan de moleculen bestaan uit een glucose-molecuul en een fructose-molecuul die aan elkaar vast zitten. De moleculen kunnen middels hydrolyse worden gesplitst door de suiker op te lossen in water en het mengsel te verhitten. Door toevoeging van een zuur als katalysator (bijvoorbeeld citroenzuur of een paar druppels citroensap) wordt de omzetting versneld. Invertsuiker kan ook met behulp van bepaalde gistsoorten worden geproduceerd. Op deze manier ontstaat altijd evenveel glucose als fructose, anders dan bij de productie van glucose-fructosestroop, waarbij wordt uitgegaan van honderd procent glucose.

## Naamgeving en fysische eigenschappen
De naam invertsuiker verwijst naar de omkering (inversie) van de optische rotatie van de suiker van positief naar negatief, oftewel van rechtsdraaiend naar linksdraaiend. De grootte van de optische rotatie van de stof wordt in graden uitgedrukt als de rotatiehoek alfa (α). 
Sacharose (kristalsuiker) heeft een rotatiehoek van +66,5°, glucose +52,7° en fructose −92,0°. Bij de omzetting in invertsuiker ontstaan gelijke hoeveelheden glucose en fructose en daalt alfa geleidelijk. Wanneer 62,9% van de suiker is omgezet in de enkelvoudige suikers is het inversiepunt bereikt en is alfa nul. Bij verdere omzetting wordt α negatief en is er sprake van invertsuiker. Als alle sacharose is omgezet, is de laagste waarde van −19,7° bereikt; dat is het gemiddelde van die van de afzonderlijke mono-suikers.
De naamgeving in de warenwetgeving is een compromis tussen overheid en industrie, met een eigen kijk op zuiverheid. Een suikeroplossing mag al vloeibare invertsuiker genoemd worden als 3% van de suiker bestaat uit invertsuiker. Invertsuikerstroop bestaat volgens de Warenwet voor minimaal de helft aan invertsuiker.

## Voedings-eigenschappen en toepassingen
Omdat fructose zoeter is dan sacharose, heeft invertsuiker per gram een grotere zoetkracht dan suiker. Het wordt industrieel als zoetstof gebruikt. Ook kristalliseert invertsuiker minder snel dan sacharose en daardoor blijft het zachter. Banketbakkers maken gebruik van deze eigenschap in glazuren, marsepein, etc.
Invertsuiker wordt onder meer gebruikt om wijn te verbeteren en bij de champagne- en likeurbereiding. Het is een ingredient van basterdsuiker. Ook wordt invertsuiker gebruikt als honingvervanger omdat honing grotendeels dezelfde suikerverhouding bevat.

## Reactievergelijking bij gebruik van een zuur als katalysator

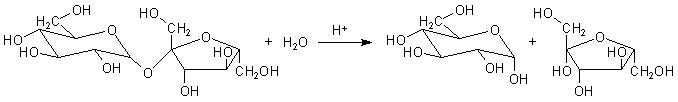
Reactiediagram van suikerinversie door inwerking van zuur.